# 츠레가 우울증에 걸려서
《츠레가 우울증에 걸려서》(ツレがうつになりまして。)는 2006년에 출판된 호소카와 덴텐의 만화이다. 2009년 텔레비전 드라마로, 2011년 영화로 만들어졌다.

## 드라마

### 출연
- 후지와라 노리카
- 하라다 타이조

## 영화

### 출연
- 미야자키 아오이 - 다카사키 하루코(하루)
- 사카이 마사토 - 다카사키 미키오(츠레)
- 오스기 렌
- 요 기미코
- 후키코시 미쓰루